# To Lose My Life...
To Lose My Life... (również znana pod długim tytułem To Lose My Life Or Lose My Love czy krótkim To Lose My Life) – debiutancka płyta brytyjskiego zespołu rockowego White Lies. Została wydana 19 stycznia 2009 roku. Tydzień przed wydaniem albumu ukazał się singel To Lose My Life. Wcześniej wydano dwa inne Unfinished Business i Death, również pochodzące z tej płyty a 23 marca 2009 ukazał się kolejny, czwarty Farewell to the Fairground.  Magazyn Clash napisał, że "rok 2009 będzie należał do nich, jeśli poświęcą się pracy", dodał również, że To Lose My Life... może być jednym z kandydatów do tegorocznej nagrody Mercury Prize. Piosenka From the Stars 30 grudnia 2008, stała się w sklepie iTunes, singlem tygodnia. 17 marca 2009 album wydano w Stanach Zjednoczonych.

## Historia nagrania
22 września 2008 roku White Lies zagrali 9 z 10 utworów z płyty podczas odbywającego się w Manchesterze Night and Day Cafe. Twierdzili, że utwory te pochodzą ze wstępnie nazwanej, jeszcze nie wydanej płyty, To Lose My Life Or Lose My Love. Album nagrywano na przemian w ICP Studios w Brukseli i w Kore Studios w Londynie. Producentami To Lose My Life... są Ed Buller i Max Dingel, którzy mają na swoim koncie współpracę z The Killers i Glasvegas. Wydawnictwo nagrano wraz z dwudziestoosobową orkiestrą.  

## Wydanie
Album ukazał się na CD i winylu, ale w tym ostatnim formacie w limitowanym nakładzie. Płyta dostępna była w przedsprzedaży w sklepie internetowym Play.com, gdzie sprzedawane były w ekskluzywnym tzw. slipcase (coś podobnego do box set). Natomiast w sklepie iTunes do całości dodano jeszcze bonusowe utwory i remiksy, które wcześniej były dostępne na stronie B singli. Na swojej stronie internetowej White Lies dla 500 pierwszych nabywców przygotowali do albumu dodatkową książeczkę zawierającą zdjęcia ze studia nagraniowego i eseje napisane przez członków grupy. Na stronie można było też nabyć box set zawierający materiał nagrany na 6 winylach z dodatkowy niepublikowanym materiałem. 13 lutego do każdego sprzedanego egzemplarza na iTunes, dodawano za darmo instrumentalne wersje piosenek.

## Lista utworów
Wszystkie piosenki są autorstwa White Lies.

### Standardowe wydanie
1. "Death" – 5:01
2. "To Lose My Life" – 3:11
3. "A Place to Hide" – 5:01
4. "Fifty on Our Foreheads" – 4:21
5. "Unfinished Business" – 4:18
6. "E.S.T." – 5:01
7. "From the Stars" – 4:52
8. "Farewell to the Fairground" – 4:16
9. "Nothing to Give" – 4:11
10. "The Price of Love" – 4:38

### Bonus iTunes
1. "You Still Love Him" (strona B "Unfinished Business")
2. "Black Song" (strona B "Death")
3. "Taxidermy" (strona B "To Lose My Life")

### Bonus na płycie winylowej
1. "Nothing to Give" (wersja demo)
2. "The Price of Love" (wersja demo)

## Twórcy
- Harry McVeigh (śpiew, gitara rytmiczna, keyboard)
- Charles Cave (gitara basowa, wokal wspierający)
- Jack Lawrence-Brown (perkusja)
- Ed Buller i Max Dingel – produkcja
- Alan Moulder – miksowanie
- Oraz 20 osobowa orkiestra

## Notowania
| Lista (2009)            | Najwyższa pozycja |
| ----------------------- | ----------------- |
| Belgium Albums Top 50   | 33                |
| Dutch Albums Top 100    | 59                |
| Irish Album Chart       | 23                |
| Italian Album Chart     | 37                |
| Swiss Album Chart       | 91                |
| UK Albums Chart         | 1                 |
| New Zealand Album Chart | 40                |